# Collins Mbesuma
Collins Mbesuma (ur. 3 lutego 1984 w Luanshyi) – zambijski piłkarz, grający na pozycji napastnika. Nosi przydomek „N’tofo N’tofo”.

## Kariera klubowa
Mbesuma zaczynał piłkarską karierę w rodzinnej miejscowości w klubie Roan United Luanshya. W barwach tego zespołu rozegrał dobry sezon w 2003 roku, gdy uzyskał 11 goli dla Roan w ekstraklasie, stając się tym samym najlepszym strzelcem zespołu. Roan United jednak zajęło ostatnie miejsce i spadło do 2. ligi. Po krótkim pobycie na drugim froncie, Mbesuma zimą 2004 przeszedł do Kaizer Chiefs z RPA. Zagrał tam w 5 meczach, zdobył 2 gole i z drużyną z Johannesburga wywalczył mistrzostwo RPA. W sezonie 2004/2005 zrobił jednak furorę na południowoafrykańskich boiskach, gdy zdobył niebotyczną liczbę 35 goli w sezonie. Tym samym zdobył koronę króla strzelców, a także wybrano go Najlepszym Piłkarzem RPA roku 2005, a z Kaizer Chiefs został drugi raz w karierze mistrzem kraju.
Dobra gra w RPA spowodowała, że latem 2005 Mbesumą zainteresował się menedżer Boltonu Wanderers, Sam Allardyce. Jednak Collins nie zdecydował się na przybycie na testy i zaraz potem podpisał kontrakt z Portsmouth F.C. Pojawiły się jednak problemy z pozwoleniem na pracę z powodu małej liczby meczów Mbesumy w kadrze narodowej. Ostatecznie jednak sprawę rozwiązano pomyślne i w 1. kolejce ligowej Premiership Mbesuma zaliczył swój debiut, czyli 13 sierpnia w przegranym 0:2 domowym meczu z Tottenhamem Hotspur. Ostatecznie zagrał tylko w 4 ligowych meczach. W lecie 2006 Mbesuma został wypożyczony do CS Marítimo. W lidze zadebiutował w 2. kolejce, 10 września w przegranym 1:2 wyjazdowym meczu z FC Paços Ferreira. Tam odbudował swoją formę i stał się graczem pierwszej jedenastki, otrzymując nawet nagrodę gracza miesiąca w Superlidze.
Latem 2007 Mbesuma przeszedł do tureckiego Bursasporu. W 2008 roku wrócił do Afryki i grał w Mamelodi Sundowns z RPA. Z kolei w 2009 roku przeszedł do Moroki Swallows. Natomiast w 2010 roku został piłkarzem Golden Arrows, a w 2012 roku przeszedł do Orlando Pirates. Następnie występował w zespołach Mpumalanga Black Aces, Highlands Park, Maccabi FC Johannesburg, University of Pretoria FC i Pretoria Callies FC.
| Sezon   | Klub                      | Kraj              | Rozgrywki               | Mecze | Bramki |
| ------- | ------------------------- | ----------------- | ----------------------- | ----- | ------ |
| 2003    | Roan United Luanshya      | Zambia            | Zambian Premier League  | 25    | 11     |
| 2003/04 | Kaizer Chiefs             | Południowa Afryka | Premier Soccer League   | 5     | 2      |
| 2004/05 | Kaizer Chiefs             | Południowa Afryka | Premier Soccer League   | 30    | 35     |
| 2005/06 | Portsmouth F.C.           | Anglia            | Premier League          | 4     | 0      |
| 2006/07 | CS Marítimo               | Portugalia        | Primeira Liga           | 23    | 7      |
| 2007/08 | Bursaspor                 | Turcja            | Süper Lig               | 6     | 0      |
| 2008/09 | Mamelodi Sundowns         | Południowa Afryka | Premier Soccer League   | 16    | 4      |
| 2009/10 | Moroka Swallows           | Południowa Afryka | Premier Soccer League   | 14    | 2      |
| 2010/11 | Golden Arrows             | Południowa Afryka | Premier Soccer League   | 19    | 11     |
| 2011/12 | Golden Arrows             | Południowa Afryka | Premier Soccer League   | 24    | 8      |
| 2012/13 | Orlando Pirates           | Południowa Afryka | Premier Soccer League   | 24    | 6      |
| 2013/14 | Orlando Pirates           | Południowa Afryka | Premier Soccer League   | 3     | 1      |
| 2014/15 | Mpumalanga Black Aces     | Południowa Afryka | Premier Soccer League   | 29    | 6      |
| 2015/16 | Mpumalanga Black Aces     | Południowa Afryka | Premier Soccer League   | 29    | 14     |
| 2016/17 | Highlands Park            | Południowa Afryka | Premier Soccer League   | 15    | 4      |
| 2017/18 | Maccabi FC Johannesburg   | Południowa Afryka | SAFA Second Division    | 0     | 0      |
| 2018/19 | Maccabi FC Johannesburg   | Południowa Afryka | National First Division | 28    | 10     |
| 2019/20 | University of Pretoria FC | Południowa Afryka | National First Division | 30    | 11     |
| 2020/21 | University of Pretoria FC | Południowa Afryka | National First Division | 21    | 4      |
| 2019/20 | Pretoria Callies FC       | Południowa Afryka | National First Division | 12    | 0      |

## Kariera reprezentacyjna
W reprezentacji Zambii Mbesuma zadebiutował w 2003, wcześniej reprezentując reprezentację U-23 w eliminacjach do Olimpiady w Atenach. Z dorosłą kadrą narodową brał udział w kwalifikacjach do Mistrzostw Świata w Niemczech, w których m.in. zdobył hat-tricka w meczu z reprezentacją Konga (3:2). Z Zambią grał w Pucharze Narodów Afryki w Egipcie w 2006 roku. Rozegrał tam 3 mecze i nie zdobył bramki, a jego rodacy nie wyszli z grupy A. Z kolei w 2010 roku zagrał w Pucharze Narodów Afryki 2010.

## Sukcesy
- Mistrzostwo RPA: 2004, 2005 z Kaizer Chiefs
- Król strzelców Premier Soccer League: 2005
- Piłkarz roku w RPA: 2005
- Udział w PNA: 2006, 2010